# Moje hvězda
Moje hvězda (japonsky 【推しの子】, Oši no Ko, anglicky Oshi no Ko) je japonská manga, kterou napsal Aka Akasaka a ilustrovala Mengo Jokojari. Od dubna 2020 do listopadu 2024 vycházela v časopise Šúkan Young Jump a byla vydávána nakladatelstvím Šúeiša současně na platformě Manga Plus a také jako tankóbon. V Česku byla licencována nakladatelstvím CREW. Příběh se točí kolem doktora Góroa a jeho pacientky, kteří se reinkarnovali jako dvojčata idolu Ai Hošino. Společně se během dospívání proplétají krutou realitou japonského zábavního průmyslu.
První řada anime adaptace od studia Dóga Kóbó byla vysílána od dubna do června 2023. Druhá řada byla vysílána od července do října 2024. Oznámena byla třetí řada seriálu.

## Produkce
Aka Akasaka zvažoval, že napíše příběh o reinkarnaci do dítěte idolu (japonský vtip, který naráží na odhalení manželství idolu). Později zaslechl od streamerů a lidí, kteří se podíleli na hrané adaptaci jeho mangy Kaguja-sama wa kokurasetai, stížnosti ohledně japonského zábavního průmyslu. Rozhodl se proto obě myšlenky spojit. Na začátku psaní mu již bylo jasné, jak má příběh začít i skončit. Přestože se podobné mangy obvykle zaměřují na tradiční formy zábavy (filmy a divadlo), rozhodl se do díla zařadit i témata související s tvorbou na internetu.
Během psaní Akasaka důkladně zkoumal japonský zábavní průmysl a hovořil s mnoha zaměstnanci, od idolů a jejich manažerů až po youtubery. V rozhovoru s Anime News Network zdůraznil řadu rozdílů mezi japonským a americkým zábavním průmyslem, například neexistenci odborů. Poté, co se spřátelil s jedním zaměstancem, který byl napaden fanouškem, se rozhodl zaměřit své dílo na temné stránky života idolů. Přestože zaměstnanec působil jako „tvrďák“, svěřil se mu o dopadu napadení na jeho duševní zdraví. Akasaka proto došel k závěru, že zaměstnanci zábavního průmyslu skrývají své pocity kvůli své kariéře a fanouškům.